# Pixies
Pixies és un grup de rock alternatiu originari de Boston, Massachusetts, Estats Units. Es va formar el 1986 i es va separar el 1993, encara que es va reunir el 2004. El seu personal estil va exercir gran influència sobre moltes de les bandes de rock de l'escena grunge i alternativa de principis de la dècada de 1990, especialment sobre Nirvana els qui van popularitzar el seu particular ús de melodies suaus durant les estrofes i explosions, crits i guitarres distorsionades durant les tornades. Van ser de gran influència per a totes les bandes que posteriorment inclourien el noise en cançons d'estructura pop igual que ells.

## Història
La banda va ser formada el 1986 a Boston, pels estudiants d'economia i companys d'universitat Joey Santiago i Black Francis, que van reclutar a Kim Deal, també coneguda com a Mrs. John Murphy i David Lovering per mitjà d'un avís en un diari. Van triar el nom "Pixies" cercant noms a l'atzar en un diccionari.
Durant un concert amb la banda Throwing Muses, el productor Gary Smith es va fixar en ells i immediatament després del xou va parlar amb ells. Smith es va convertir en el mànager de la banda i amb ell van gravar el primer demo de la banda en els anomenats estudis Fort Apatxe. Smith va enviar el demo de 17 temes a Ivo Watts-Russell, responsable del segell 4AD, qui en va triar vuit i els va editar, per tal de crear el primer EP de la banda, sota el nom de Come on Pilgrim (1987), títol extret d'una frase de la lletra de la cançó Levitate Me. Els temes restants van circular per anys en còpies pirates conegudes com The Purple Tapes fins que finalment van ser editats oficialment amb el nom Pixies (2002), encara que la majoria de les cançons van ser posteriorment incloses en els discos de la banda.
El successor d'aquest EP seria Surfer Rosa (1988). Aquest àlbum es convertiria en un clàssic del rock under nord-americà dels 80 (Kurt Cobain, per exemple, el triaria més tard com el seu disc preferit de la dècada, i seria elogiat per músics com Bono d'U2, Thom Yorke, David Bowie, Graham Coxon de Blur o P.J. Harvey), amb temes clàssics que formarien invariablement part del repertori de la banda com Where is my mind? (tema inclòs en la banda sonora de diverses pel·lícules reeixides com El Club de la Lluita) i Bone Machine. El seu àlbum de 1989, Doolittle, va ser amb el de més èxit comercial de la banda, amb singles com "Debaser", "Here comes your man", "Gouge Away" i "Monkey gone to Heaven". El 1992 van arribar a ser teloners en els xous de U2.
Mentrestant sorgien dificultats en el si del grup. Black Francis no deixava espai per a les composicions de Kim Deal, qui forma llavors la seua banda paral·lela The Breeders amb la seua germana Kelley Deal i l'ex-Throwing Muses Tanya Donelly. Mentre que en els primers discos la composició era en quantitats iguals dels dos, per al disc Bossanova de 1990, totes les cançons eren compostes per Black Francis. A partir del llançament del disc Trompe le Monde (1991), que no va tenir tant d'èxit com els anteriors, la banda va començar a prendre's períodes sabàtics, fins que el 1993 Black Francis va comunicar per fax als restants membres de la banda la dissolució del grup.
Després de la separació, cada un es va dedicar als seus projectes personals. Black Francis va seguir una carrera en solitari amb el nom de Frank Black, Kim Deal junt amb els grups The Breeders i The Amps i Joey Santiago tocant a The Martinis. David Lovering es va mantenir apartat de l'escena musical. Durant aquells anys eixirien quatre discos recopilatoris.
Al maig de 2004, la banda es va reunir novament per a donar una sèrie de concerts amb altres grups com Weezer. El retorn va anar acompanyat de l'aparició d'una nova compilació de grans èxits, que inclou un DVD.
Actualment corre el rumor que estan treballant en un nou disc, del qual el primer single "Bam Thwok" ja es troba disponible a internet.

## Discografia
- Come on Pilgrim (1987)
- Surfer Rosa (1988)
- Doolittle (1989)
- Bossanova (1990)
- Trompe le Monde (1991)
- Indie Cindy (2014)
- Head Carrier (2016)

Recopilacions
- Death to the Pixies 1987-1991 (1997)
- Pixies at the BBC (1998)
- Complete B-Sides (2000)
- Pixies (The Purple Tape) (2002)
- Wave of Mutilation: The Best of the Pixies (2004)